# فيكتريكس
فيكتريكس (بالإنجليزية: Vectrex) ، هو نظام التشغيل لجهاز اللعبة فيكتريكس، والذي أنتجته شركة ميلتون برادلي الأمريكية عام 1982م، وهو واحد من الجيل الثاني لأنظمة ألعاب الحاسوبية.

## وصلات خارجية
- Vectrex Museum including a Vectrex Wiki and the mirror of the Vectrex Game Database
- Vectrex.co.uk Vectrex fan site with news, highscores, reviews, manuals, patents, datasheets, and other docs
- Vectrex infosite نسخة محفوظة 15 مايو 2019 على موقع واي باك مشين. News, manuals, reviews, screenshots, FAQs, scanned manuals, scanned boxes and more.
- Spike's Big Vectrex Page Vectrex portal, recent games/projects/news, information archive